# Stucwerk

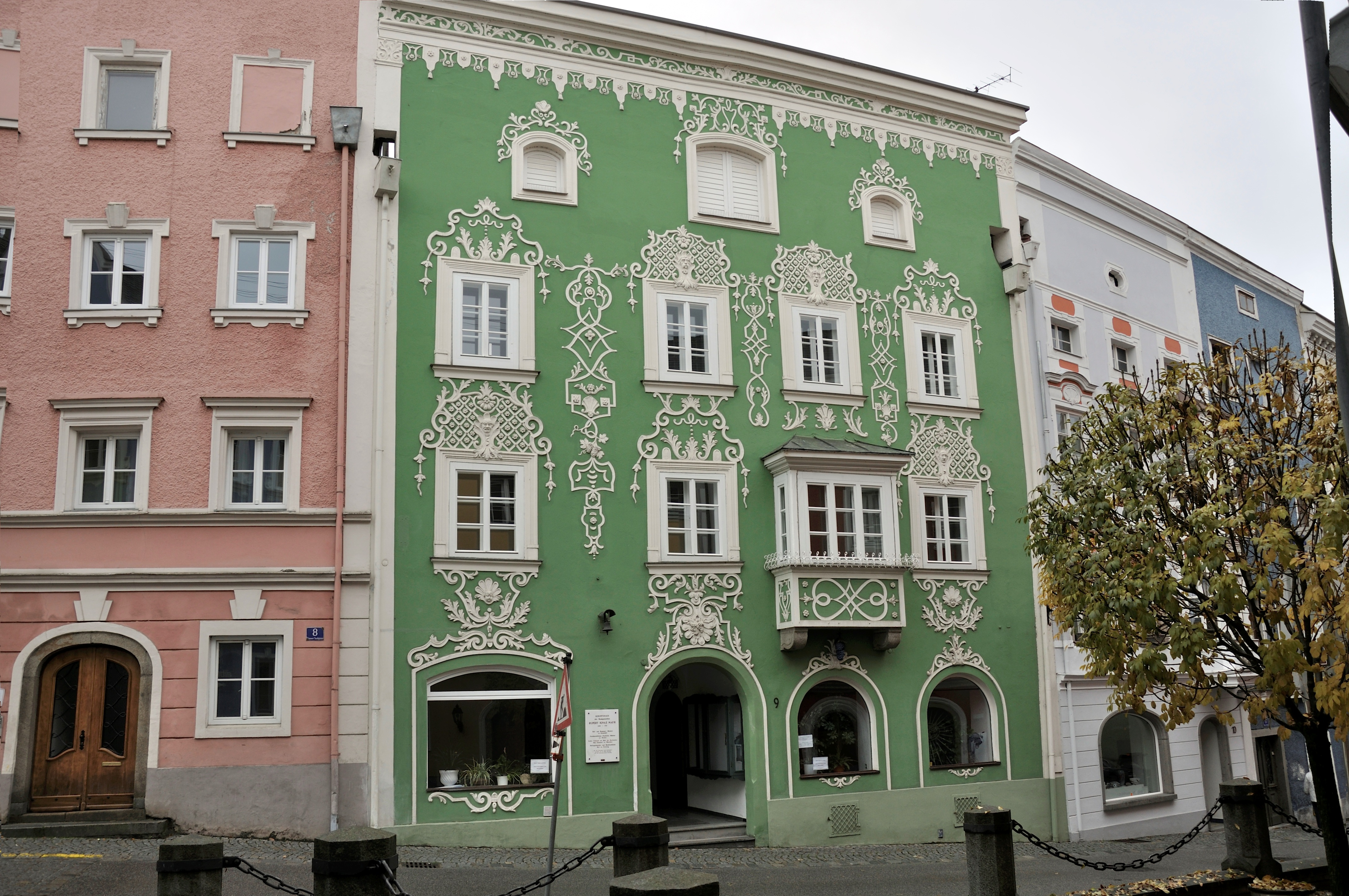
Buitenstucwerk in Schärding, Oostenrijk

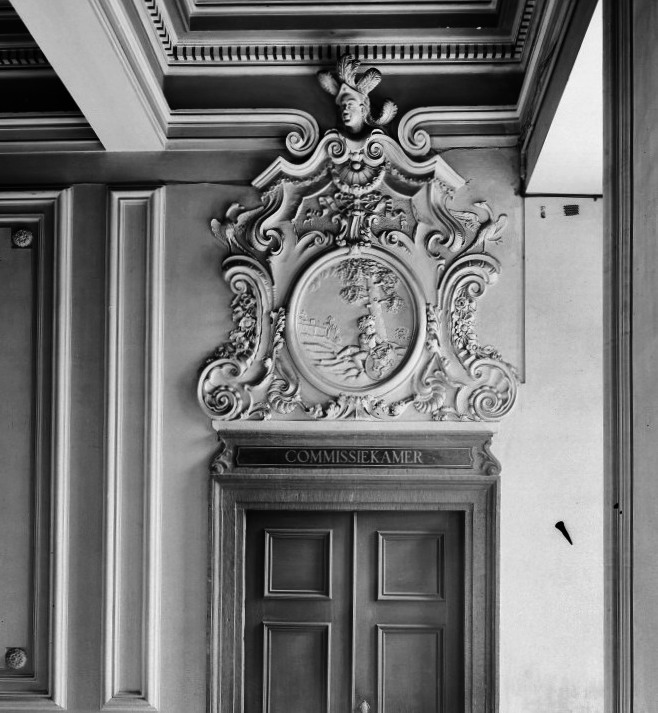
Gestucte sierlijsten en dessus-de-porte boven ingang Brabantse schepenkamer Stadhuis van Maastricht door Tomaso Vasalli (1735-37)

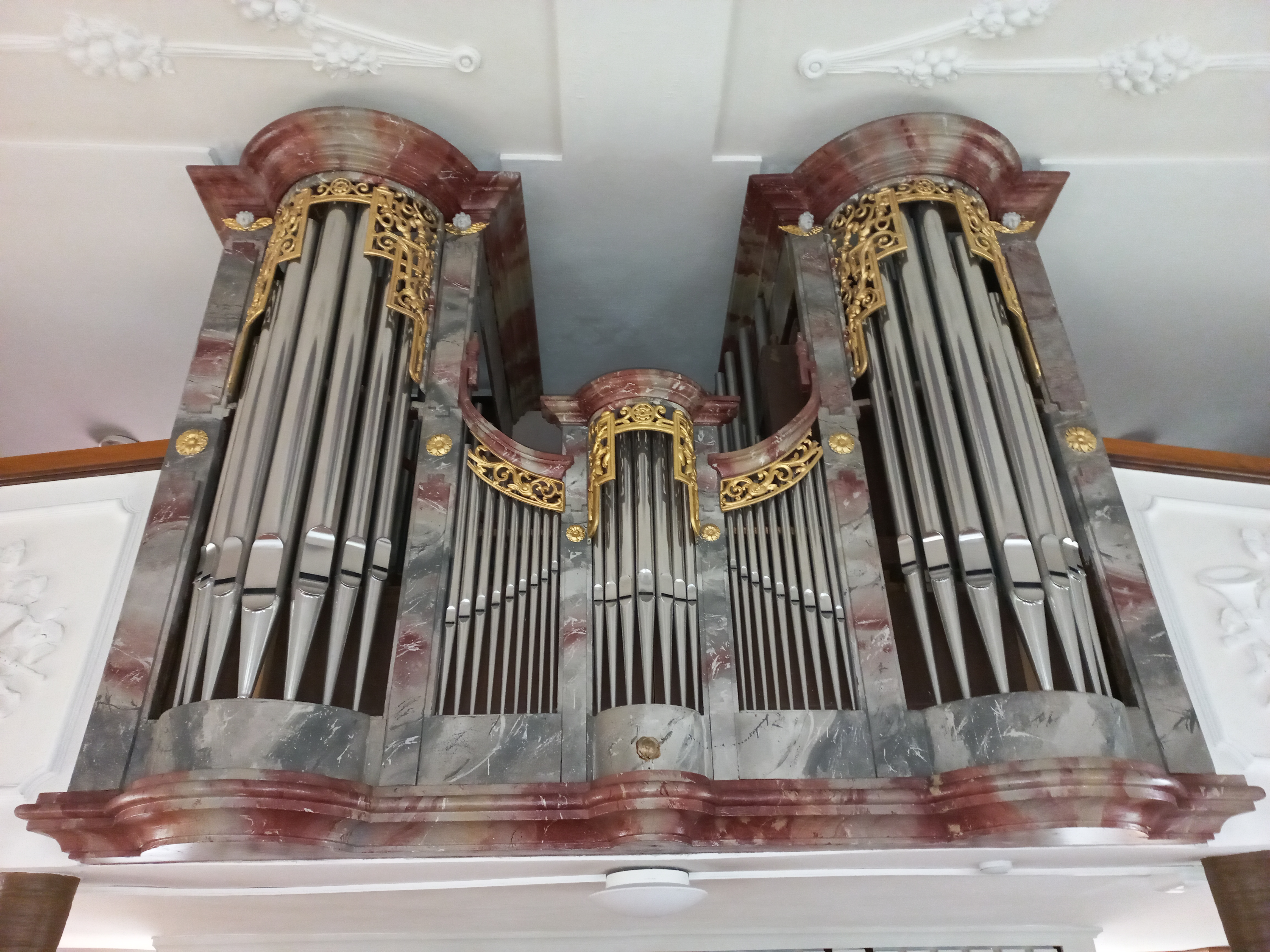
Scagliola, polychroom uitgevoerd, is een uitstekend middel om marmer te imiteren. De kast van dit orgel uit Herdwangen is met scagliola versierd.

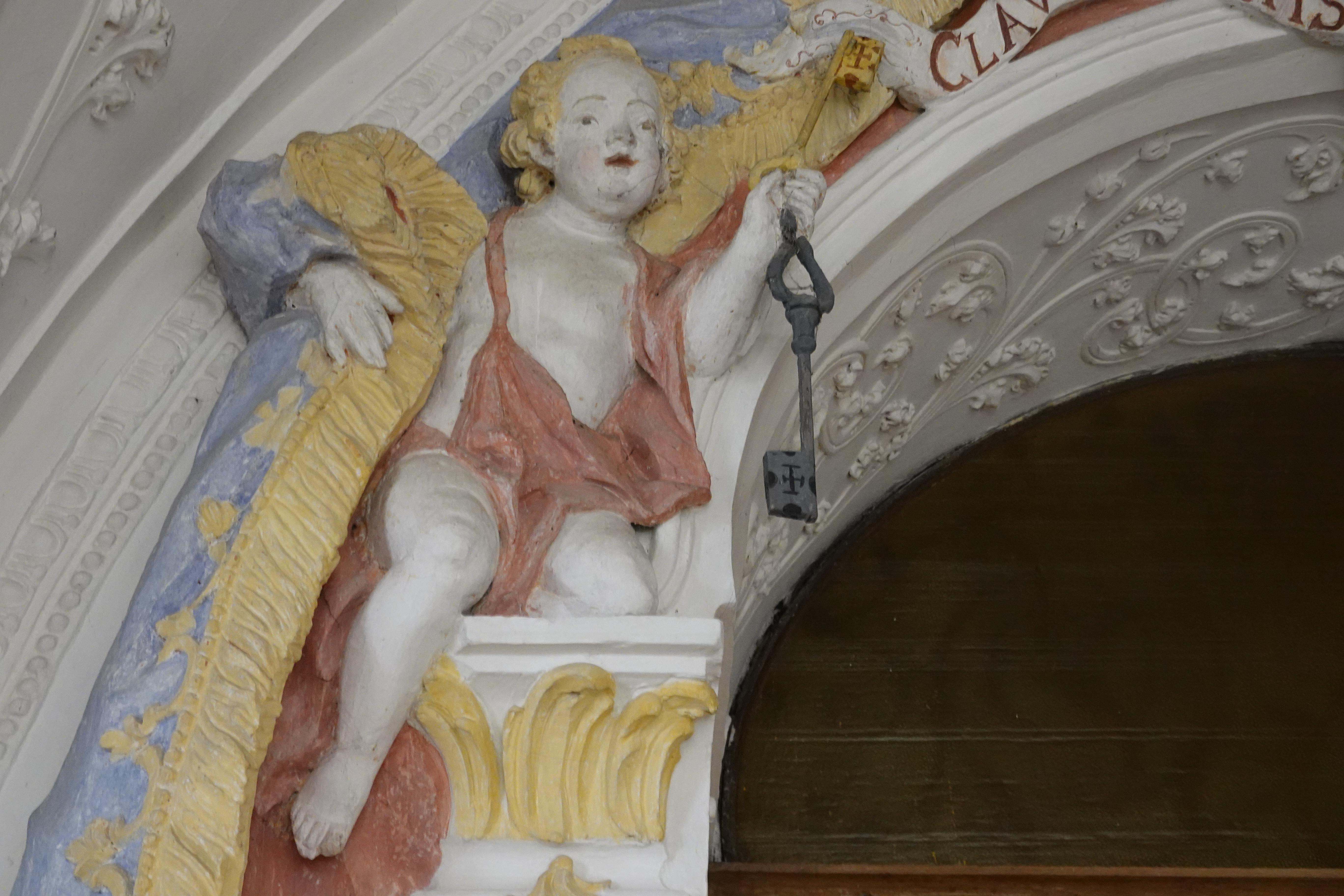
Stucwerk kan gepolychromeerd worden. Dit is een voorbeeld uit de abdij van Scheyern, Beieren.

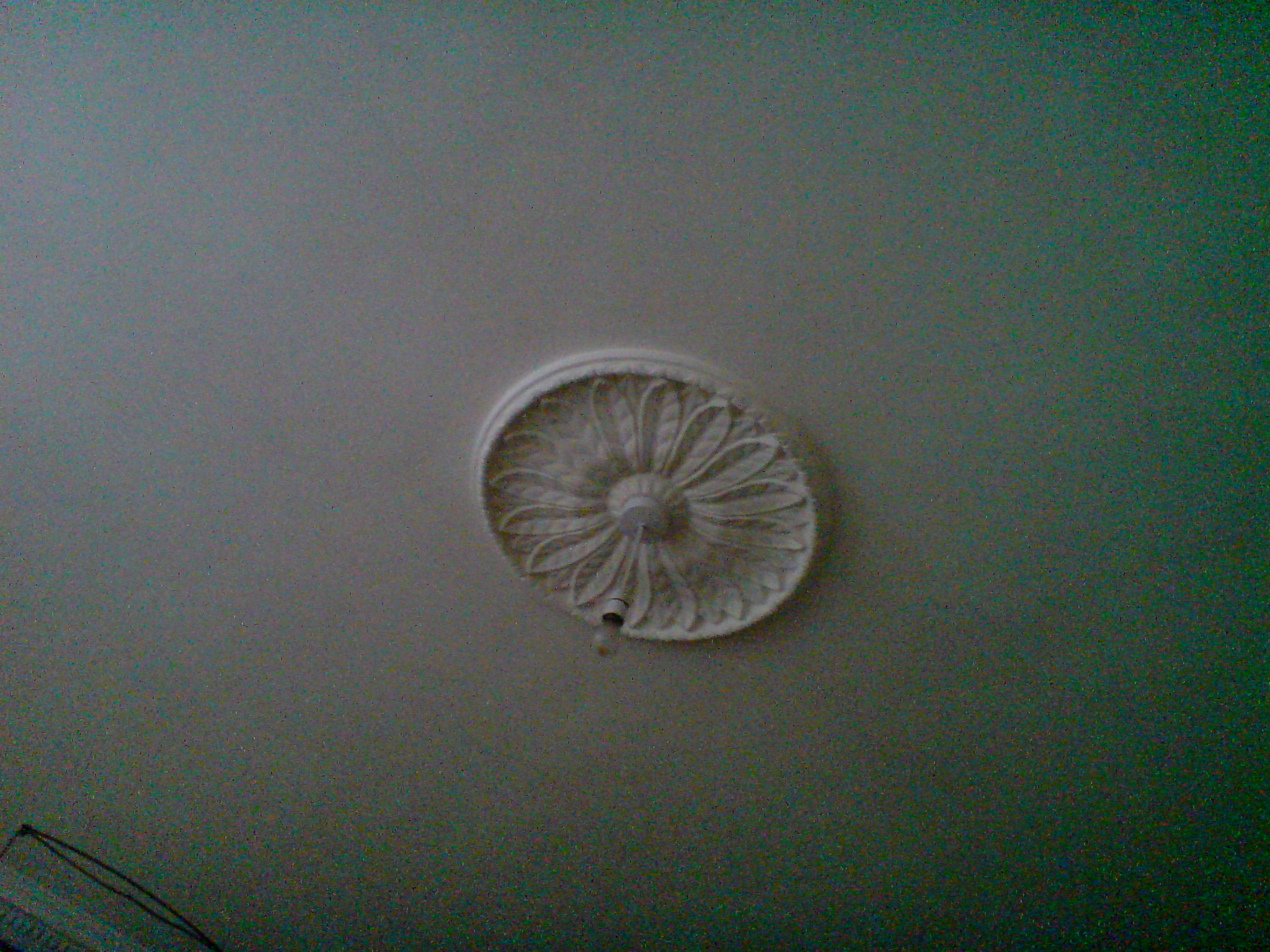
Prefab plafondrozet

Stucwerk (ook stuc, stucco of pleisterwerk) is een laag pleister (of een andere mortel), die op een binnen- of buitenmuur, een plafond of gewelf is aangebracht en daarna, al dan niet met behulp van sjablonen, op een kunstzinnige manier is bewerkt tot een decoratief geheel. Veel gebruikte vormen van stucwerk zijn sierlijsten, rozetten en pilasters. Stucwerk wordt vaak ingezet om onaantrekkelijke wanden van leem, hout, baksteen of beton aan het oog te onttrekken.

## Soorten stucwerk
- Vlak pleisterwerk: het aanbrengen van een onversierde laag pleister op een muur of plafond.
- Vrije stuc: het kunstzinnig bewerken van een natte pleisterlaag tot een plastisch geheel, zonder gebruikmaking van sjablonen (vooral in de 18e eeuw toegepast). Deze techniek vereist grote vaardigheid en snelheid van de stucwerker, aangezien het pleister snel droogt.
- Trek- en draaiwerk: het door middel van sjablonen aanbrengen van decoraties in een laag gips. Het verwijderen van de sjablonen moet snel gebeuren ('trekken' bij de meeste vormen; 'draaien' bij bolvormige elementen) omdat de drogende gips nog uitzet.
- Stucmarmerwerk (stucco lustro): imitatie van marmer met behulp van stucwerk (vooral in de 18e eeuw toegepast, onder andere bij het marmeren van zuilen en altaren).
- Scagliola: een kostbare vorm van stucmarmerwerk, waarbij de stuclaag bestaat uit een mengsel van seleniet, lijm en natuurlijke pigmenten. Het is een uitstekende techniek om marmersoorten te imiteren, en biedt meer praktische mogelijkheden, dan echte natuursteen.
- Sgraffito: een bijzondere vorm van stucwerk is sgraffito of 'kraspleisterwerk', het krassen of snijden van afbeeldingen in een natte pleisterlaag, waardoor de onderliggende laag, meestal van een andere kleur, zichtbaar wordt.

## Geschiedenis
Al in de Romeinse tijd werd stucwerk aangebracht als essentieel onderdeel van binnenhuisverfraaiing van burgerhuizen (bijvoorbeeld in Pompeï). Ook in de islamitische architectuur wordt veelvuldig gebruikgemaakt van stucwerk ter decoratie van moskeeën en paleizen.
In de Renaissance en vooral in de Baroktijd waren sierstucwerkers veelgevraagde decorateurs van kerken, paleizen, burgerhuizen en openbare gebouwen. Sommigen waren echte kunstenaars, die ingewikkelde decoratieschema's, trompe-l'oeils, landschappen en allegorische taferelen op wanden en plafonds pleisterden. Een bekende stukadoorsfamilie uit de Renaissance waren de Gaggini's, afkomstig uit de omgeving van Lugano, die zich in de 16e eeuw in Palermo vestigden.
Jan Hansche was tijdens de tweede helft van de 17e eeuw actief in de Lage Landen en Duitsland. Hij voorzag onder andere de bibliotheek van de abdij van Park in Leuven en  het kasteel van Modave van sierstucwerk.

### School van Wessobrun
Vanaf het einde van de 17e eeuw ontwikkelde zich in Zuid-Duitsland de zogenaamde Wessobrunner School, waartoe meer dan 600 met name bekende stucwerkers gerekend kunnen worden. In de 18e eeuw trokken getalenteerde sierstucwerkers uit onder andere Beieren en het Zwitserse kanton Ticino door Europa om hun talenten aan te bieden aan vorsten, prelaten en stadsbesturen. In Duitsland, Oostenrijk en Bohemen, waar de sierstuckunst in zeer hoog aanzien stond, waren de belangrijkste stucwerkers: de gebroeders Damian, de gebroeders Dominikus en Johann Baptist Zimmermann, vader en zoon Schmuzer, de uit Beieren afkomstige familie Feuchtmayer, de uit Italië afkomstige familie Castelli en de uit Ticino afkomstige, zeer uitgebreide kunstenaarsfamilie Carlone.
In het Duits-Belgisch-Nederlandse grensgebied waren in de 18e eeuw lokale en Italiaans-Zwitserse stucwerkers actief, zoals Tomaso Vasalli (stadhuis van Maastricht, stadhuis van Luik, kasteel van Marchin), Joseph Moretti (rococobibliotheek Abdij Rolduc, Kasteel van Wannegem-Lede?) en Petrus Nicolaas Gagini (woonhuizen en kastelen in onder andere Aken, Luik, Maastricht, Eupen en Borgloon). Ook in Amsterdam, Den Haag, Delft en Leiden waren in de 18e eeuw Italiaanse stucwerkers actief (bijvoorbeeld David Buoni in Huis Dedel, Den Haag, en Joseph (Giuseppe) Bollina in de Fundatie van Renswoude, Delft). Het Stadhuis van Goes heeft stucwerkdecoraties van Giuseppe Soldati.
Geleidelijk kwamen er ook inheemse stukadoors, die het sierstuccen beheersten. Bekend is het rijk geornamenteerde stucwerk in gangen, trappenhuizen, tuinkamers en andere zalen in veel Amsterdamse grachtenpanden (bijvoorbeeld Herengracht 475 van de hand van Jan van Logteren). In Noord-Nederland was eind 18e eeuw de van oorsprong Oldenburgse, maar in Holland opgeleide stucwerker Johan Bernhard Logeman actief (onder andere woonhuizen in Groningen, Drostenhuis te Assen, Fraeylemaborg in Slochteren, en in het voormalige stadhuis van het Friese Sloten, tegenwoordig Museum Sloten).

### 19e eeuw
In de 19e eeuw nam de vraag naar sierstucwerk in burgerhuizen explosief toe. Vanaf het einde van de 19e eeuw werd sierstucwerk in toenemende mate in geprefabriceerde vorm geleverd, later zelfs gemaakt van kunststof (polystyreen). Onder invloed van het nieuwe bouwen, en met name na de Tweede Wereldoorlog, nam de vraag naar sierstucwerk sterk af en geeft men in de hedendaagse interieurs de voorkeur aan gladgestuukte muren en plafonds.
In Freiburg im Breisgau bevindt zich het Kleine Stuckmuseum, wellicht het enige stucwerkmuseum ter wereld.

## Bekende stucwerkers
- Jan Hansche - Vlaanderen.
- Egid Quirin Asam - Beieren.
- Johann Baptist Zimmermann - Beieren.
- François de Cuvilliés de Oudere - Beieren
- Tomaso Vasalli
- Joseph Moretti
- Petrus Nicolaas Gagini
- Joseph Bollina
- Jan van Logteren

## Afbeeldingen

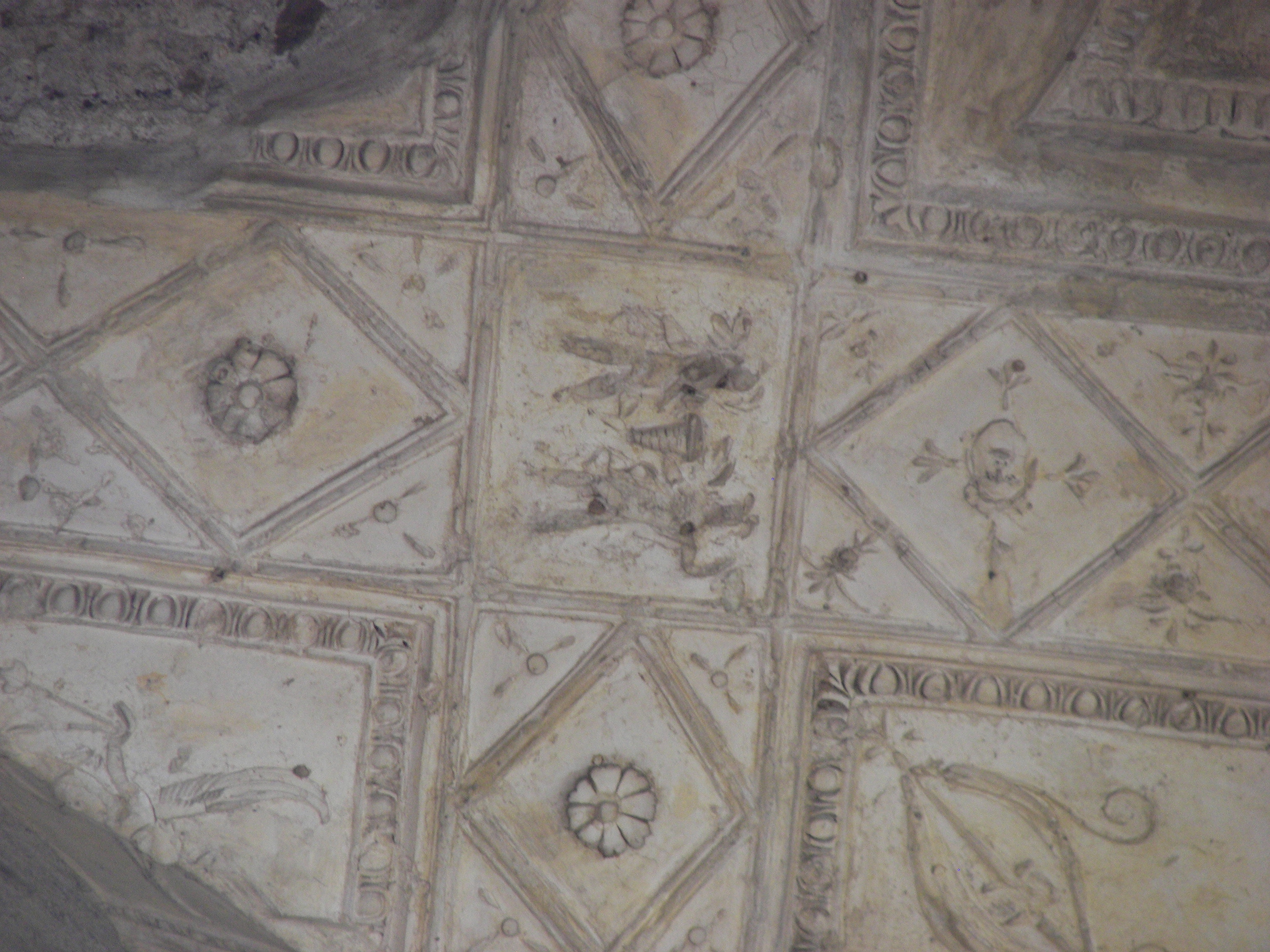
Romeins stucwerk, Villa Hadriana
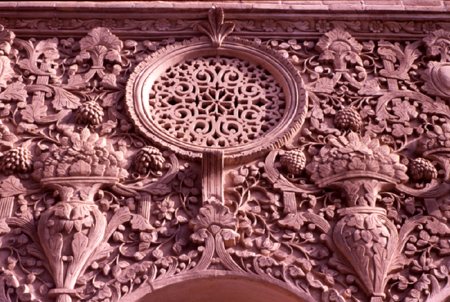
Perzisch stucwerk, Kashan
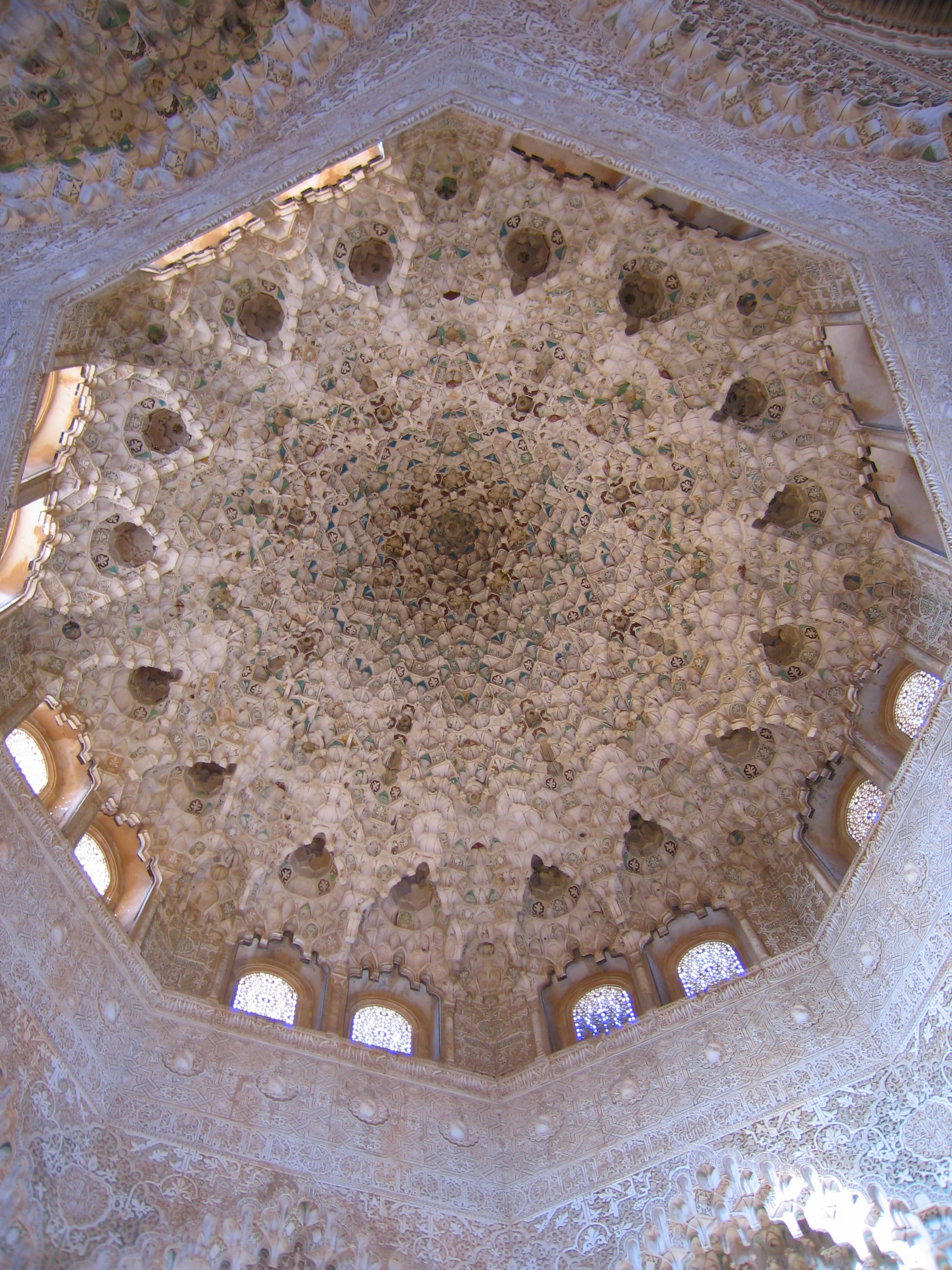
Stucgewelf Alhambra, Granada
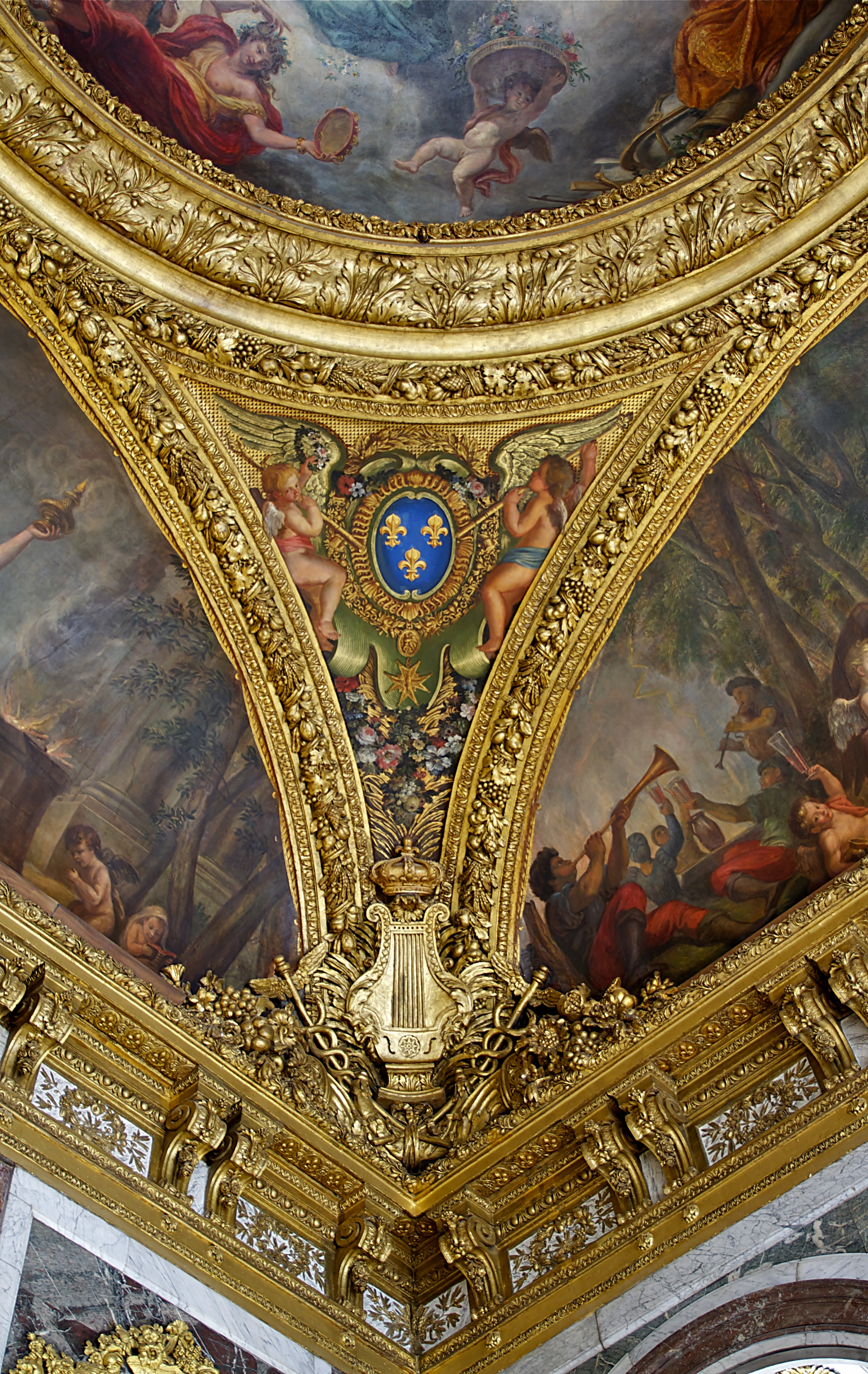
Verguld stucwerk, Kasteel van Versailles
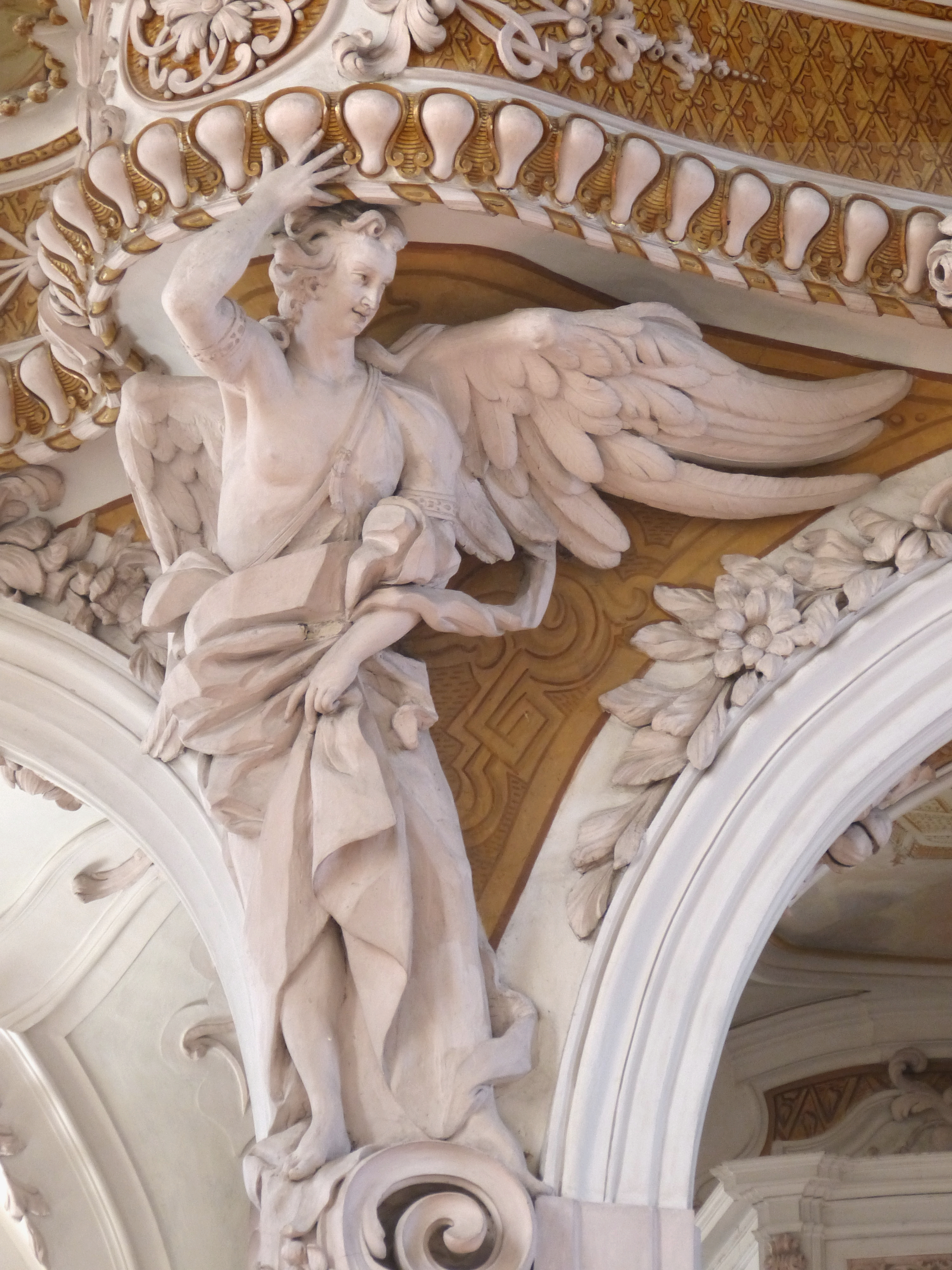
Aldersbach - Engel door Egid Quirin Asam
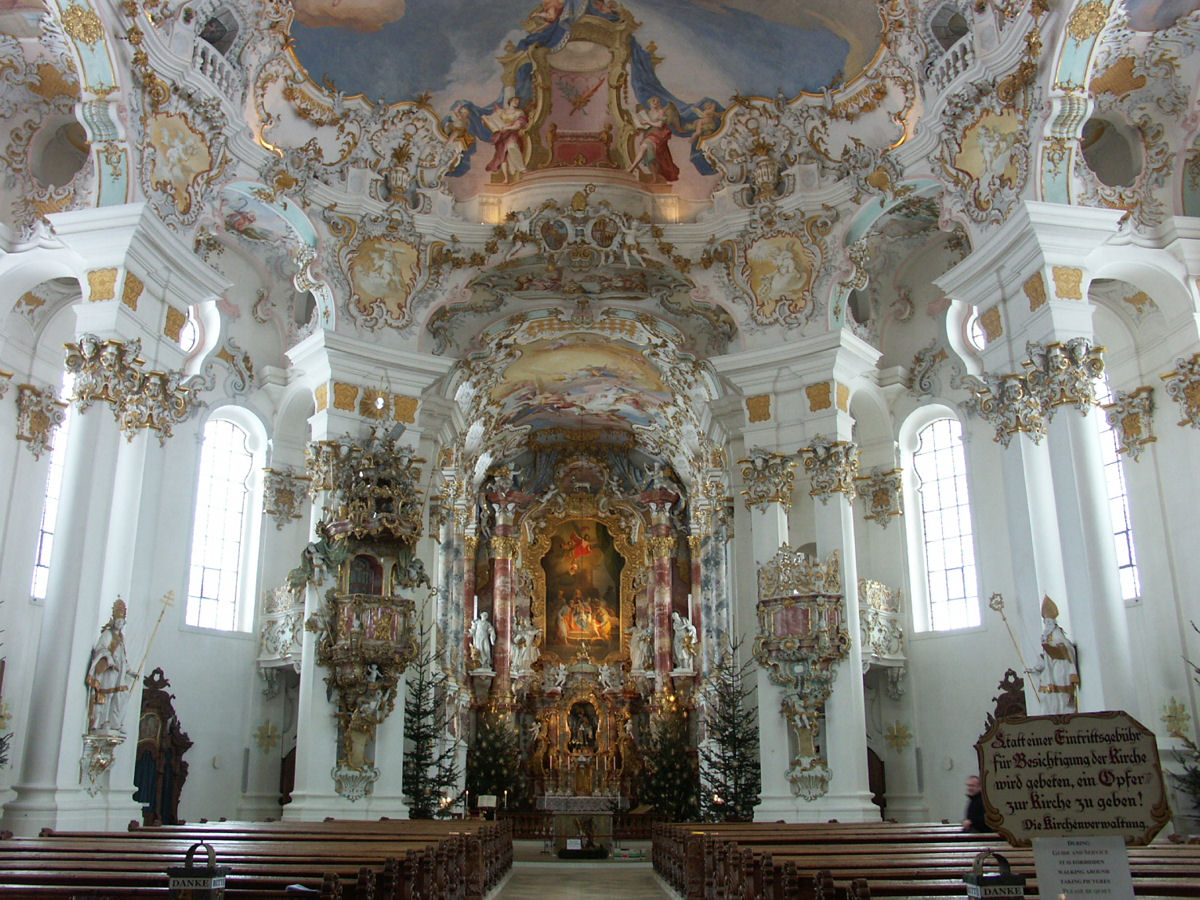
Gebroeders Zimmermann, Wieskerk
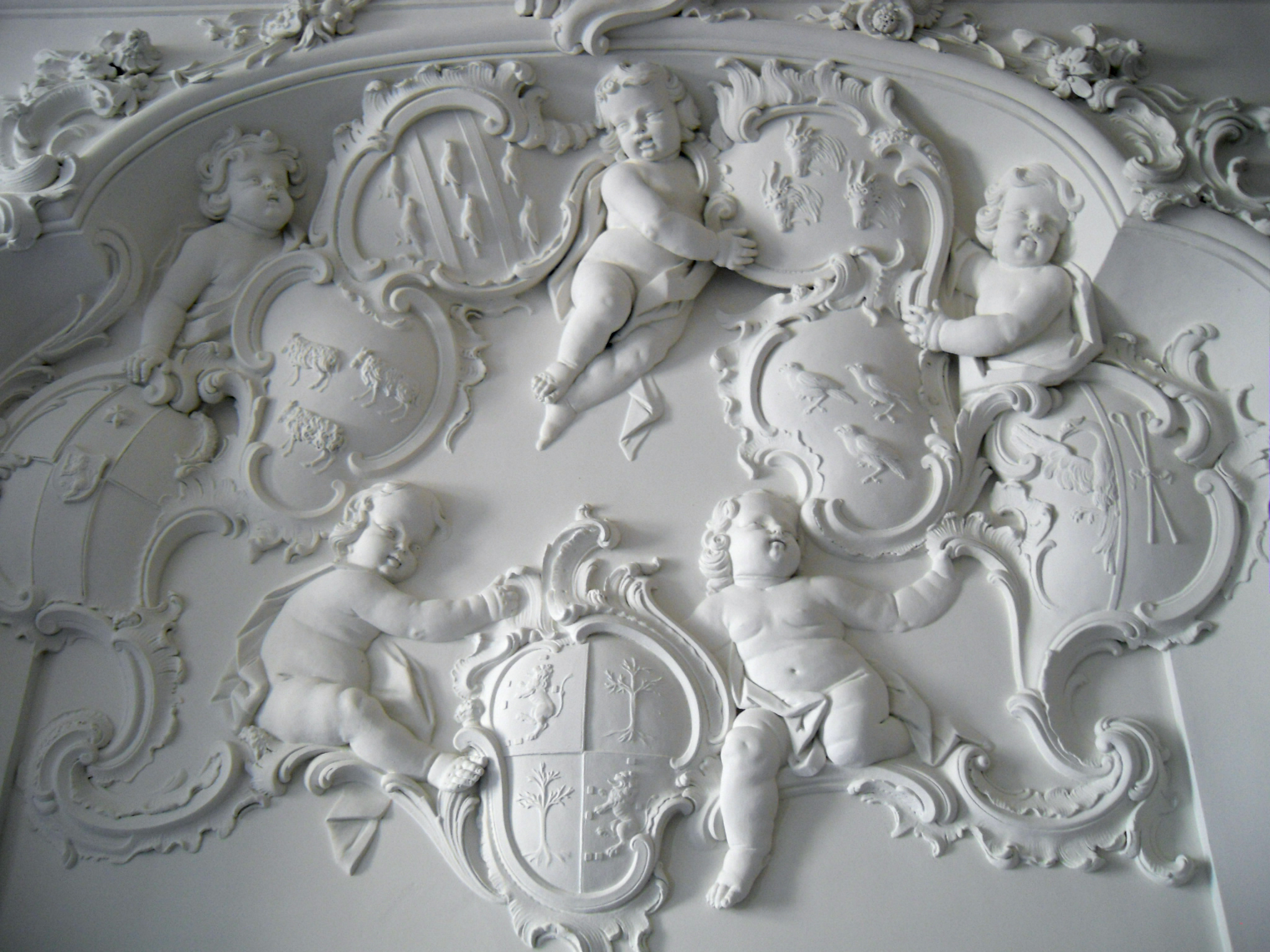
Joseph Bollina, Fundatie van Renswoude, Delft
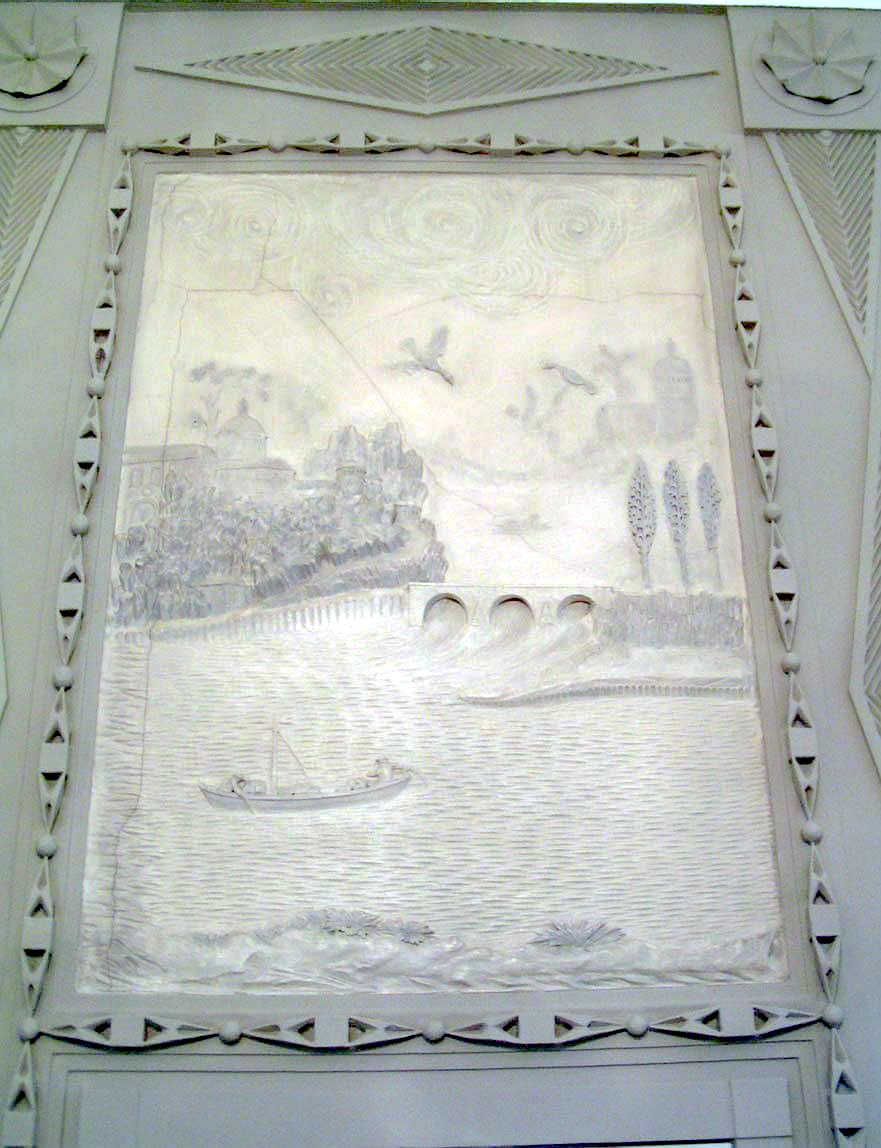
P.N. Gagini, Kasteel Wolfrath